# Lorrie Morgan
Loretta Lynn Morgan, detta Lorrie (Nashville, 27 giugno 1959), è una cantante statunitense di musica country.
Figlia del cantante George Morgan ha fatto la sua prima apparizione al Grand Ole Opry all'età di 13 anni. Suo padre morì quando lei aveva solo sedici anni.
È stata sposata con il cantante Sammy Kershaw, da cui ha divorziato.
È stata precedentemente sposata con il cantante country Keith Whitley, fino alla sua morte nel 1989.

## Discografia
Album studio
- 1989: Leave the Light On
- 1991: Something in Red
- 1992: Watch Me
- 1993: Merry Christmas from London
- 1994: War Paint
- 1996: Greater Need
- 1997: Shakin' Things Up
- 1998: Secret Love
- 1999: My Heart
- 2004: Show Me How
- 2009: A Moment in Time
- 2010: I Walk Alone
- 2013: Dos Divas (collaborativo con Pam Tillis)
- 2016: Letting Go...Slow

Live
- 2002: The Color of Roses

Raccolte
- 1991: Classics
- 1993: Trainwreck of Emotion
- 1995: Reflections: Greatest Hits
- 1998: Super Hits
- 1998: Essential Lorrie Morgan
- 1999: CMT Girls' Night Out
- 2000: To Get to You: Greatest Hits Collection
- 2002: RCA Country Legends
- 2003: All American Country